# Jeff Denson
Jeff Denson (* 20. Dezember 1976 in Arlington, Virginia) ist ein amerikanischer Musiker (Kontrabass, Komposition) des Modern Jazz.

## Leben und Wirken
Denson lernte zunächst Altsaxophon und spielte in Funkbands, bevor er zum E-Bass wechselte. Unter dem Eindruck von Charles Mingus begann er, sich eingehend mit dem Kontrabass zu beschäftigen. Zunächst studierte er bildende Kunst an der Virginia Commonwealth University, bevor er 1997 Musik am Northern Virginia Community College studierte. Zwischen 1999 und 2002 absolvierte er sein Studium am Berklee College of Music, wo er Florian Weber und Ziv Ravitz kennenlernte, mit denen er 2001 das Trio Minsarah bildete. Mit dieser Gruppe tourte er in Europa und nahm mehrere Alben auf. Mit Minsarah ging er seit 2007 auch mit Lee Konitz auf Tournee und nahm drei Alben (zunächst Deep Lee, 2008) auf. 2010 zog er nach New York City, nachdem er seinen Doktortitel von der University of California, San Diego erhielt, wo er auch Unterricht bei Anthony Davis und Mark Dresser nahm.
Densons Debütalbum Secret World, das er auch in Europa vorstellte, wurde in Japan als bestes Jazzalbum des Jahres 2013 ausgezeichnet. Daneben ist Denson mit seinem Trio unterwegs, mit dem er auch mit Konitz auftrat (2015 auch auf Album dokumentiert). Weiterhin spielte er mit Joe Lovano, Jane Ira Bloom, Kenny Werner, Dave Douglas, Bob Moses, Giacomo Gates und Howard Alden. Er ist Professor am California Jazz Conservatory in Berkeley.

## Diskographische Hinweise
- Secret World (Between the Lines, 2011; mit Ralph Alessi, Florian Weber, Dan Weiss)
- Jeff Denson Trio + Lee Konitz (Ridgeway Records, 2015; mit Dan Zemelman, Jon Arkin)
- Concentric Circles (2016)[1]
- Brian Blade / Jeff Denson / Romain Pilon: Between Two Worlds (2019)[2]
- Jeff Denson / Brian Blade / Romain Pilon: Finding Light (Ridgeway Records, 2022)